# Elmo (Sorano)
Elmo è una frazione del comune italiano di Sorano, nella provincia di Grosseto, in Toscana.

## Geografia fisica
La frazione sorge a 510 metri d'altitudine sul versante sud-est del Monte Elmo, la cui vetta raggiunge gli 826 metri. Si presenta come un piccolo paese sviluppatosi lungo il fosso del Romitorio al crocevia di tre strade che conducono a Sorano a sud, a Montevitozzo a nord-est e a Montebuono a ovest.
Il paese dista circa 12 km da Sorano e poco più di 70 km da Grosseto.

## Storia
Il paese fu un subfeudo che il Granduca Cosimo III eresse in contea con il nome di Ermo Vivo nel 1707, e cedette a Tommaso e Marcello Cervini, nipoti del vescovo di Montepulciano. Il feudo venne soppresso con la legge del 1749, così come tutti i feudi della Toscana.

## Monumenti e luoghi d'interesse

### Architetture religiose
In paese sorgono due edifici di culto, la vecchia chiesina cinquecentesca oggi in stato di abbandono, e la nuova chiesa parrocchiale di San Giovanni Decollato, che custodisce all'interno tre opere precedentemente poste all'interno della vecchia chiesa: l'Annunciazione, la Vergine in trono con i Santi e lo Sposalizio della Vergine.
Di particolare importanza la presenza nella frazione dell'Abbazia di Montecalvello, di cui oggi rimangono soltanto alcuni resti, un complesso medievale sorto come monastero dell'ordine dei benedettini, che assunse prestigio con il soggiorno di Ildebrando di Soana, colui che divenne papa Gregorio VII.

## Società

### Evoluzione demografica
Quella che segue è l'evoluzione demografica della frazione di Elmo. Sono indicati gli abitanti dell'intera frazione e dove è possibile la cifra riferita al solo capoluogo di frazione. Dal 1991 sono contati da Istat solamente gli abitanti del centro abitato, non della frazione.
| Anno | Abitanti | Abitanti       |
| Anno | Frazione | Centro abitato |
| ---- | -------- | -------------- |
| 1745 | 110      | -              |
| 1833 | 245      | -              |
| 1845 | 313      | -              |
| 1921 | 503      | -              |
| 1931 | 435      | -              |
| 1961 | 347      | 60             |
| 1981 | 215      | 44             |
| 2001 | -        | 44             |
| 2011 | -        | 39             |

## Geografia antropica
Il territorio della frazione è composto da un centro abitato principale, il paese di Elmo (510 m s.l.m., 39 abitanti), composto dai rioni di Casa Burlandi, Casa Monnoni e Il Poggiolo, e da varie località minori che vertono su di esso: Casa Sbraci (546 m s.l.m., 18 ab.), Il Palazzetto (485 m s.l.m., 16 ab.), Le Pianacce (485 m s.l.m., 23 ab.), Pantagnone (571 m s.l.m., 20 ab.).